# Szlaczkoń siarecznik
Szlaczkoń siarecznik (Colias hyale) – gatunek motyla dziennego z rodziny bielinkowatych (Pieridae). 

## Opis
Skrzydła o rozpiętości 40–44 mm, u samca intensywnie żółte, u samicy jaśniejsze. Na tylnym skrzydle blada pomarańczowa plamka.

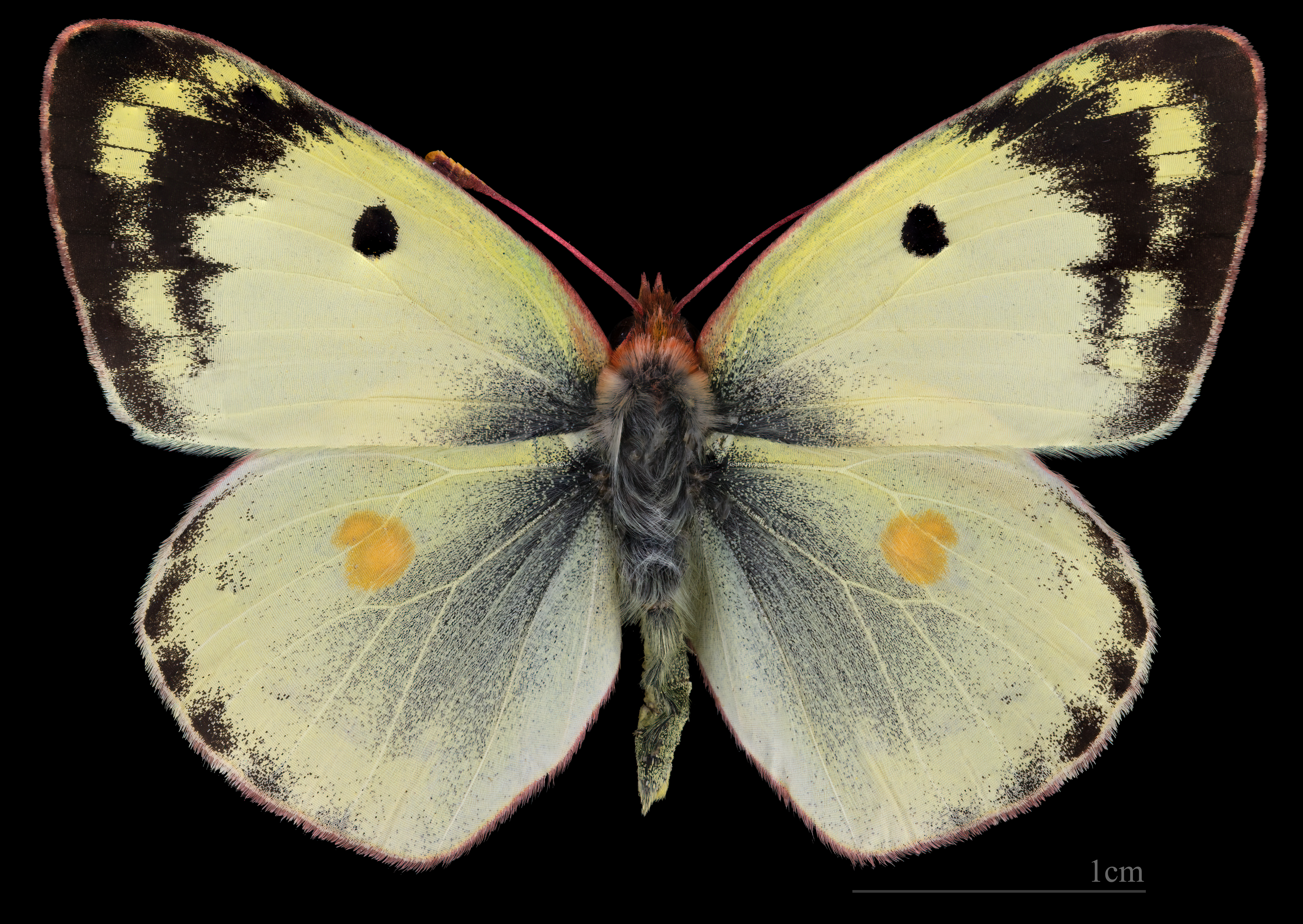
Colias hyale ♂
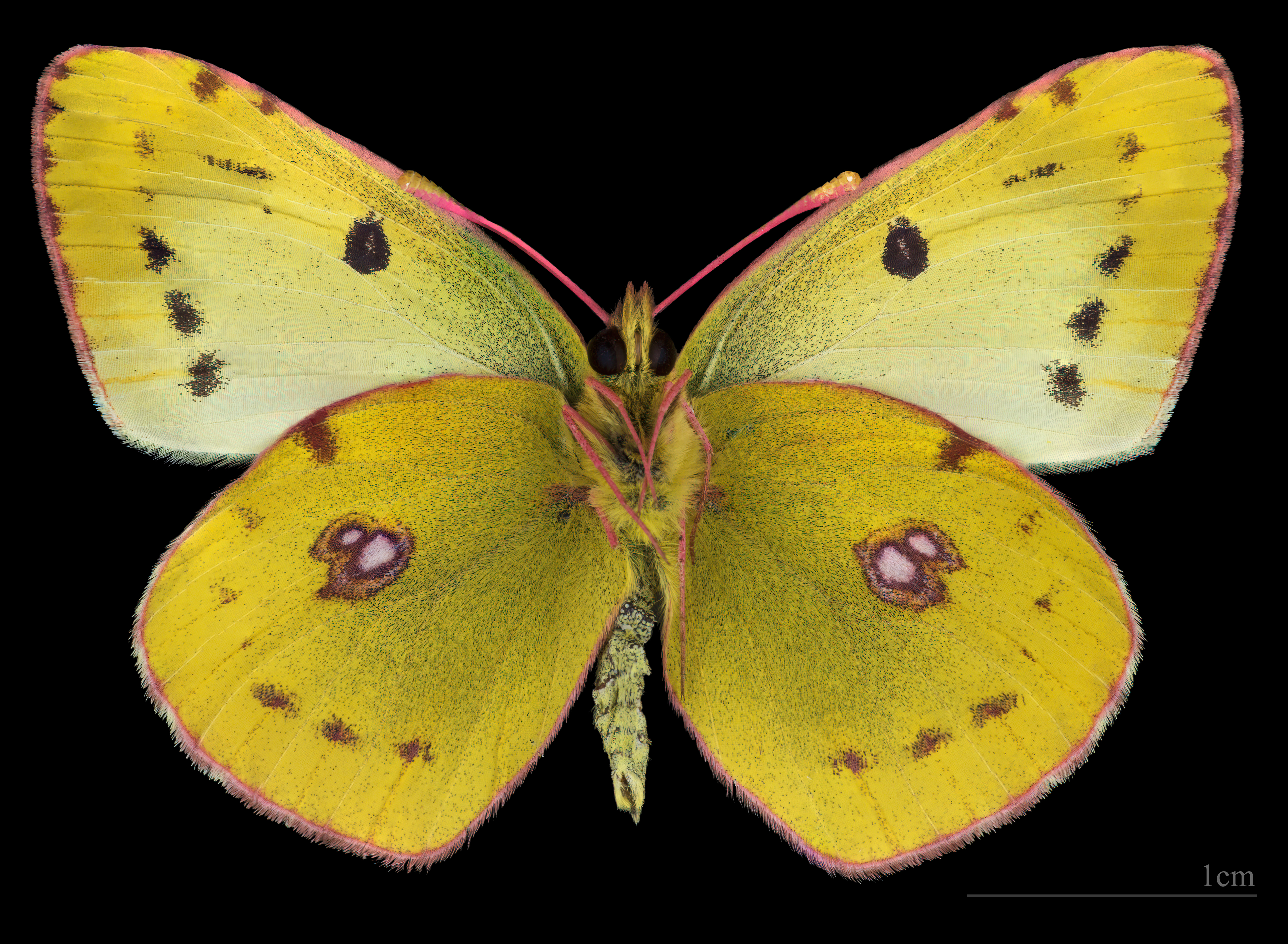
Colias hyale ♂ △
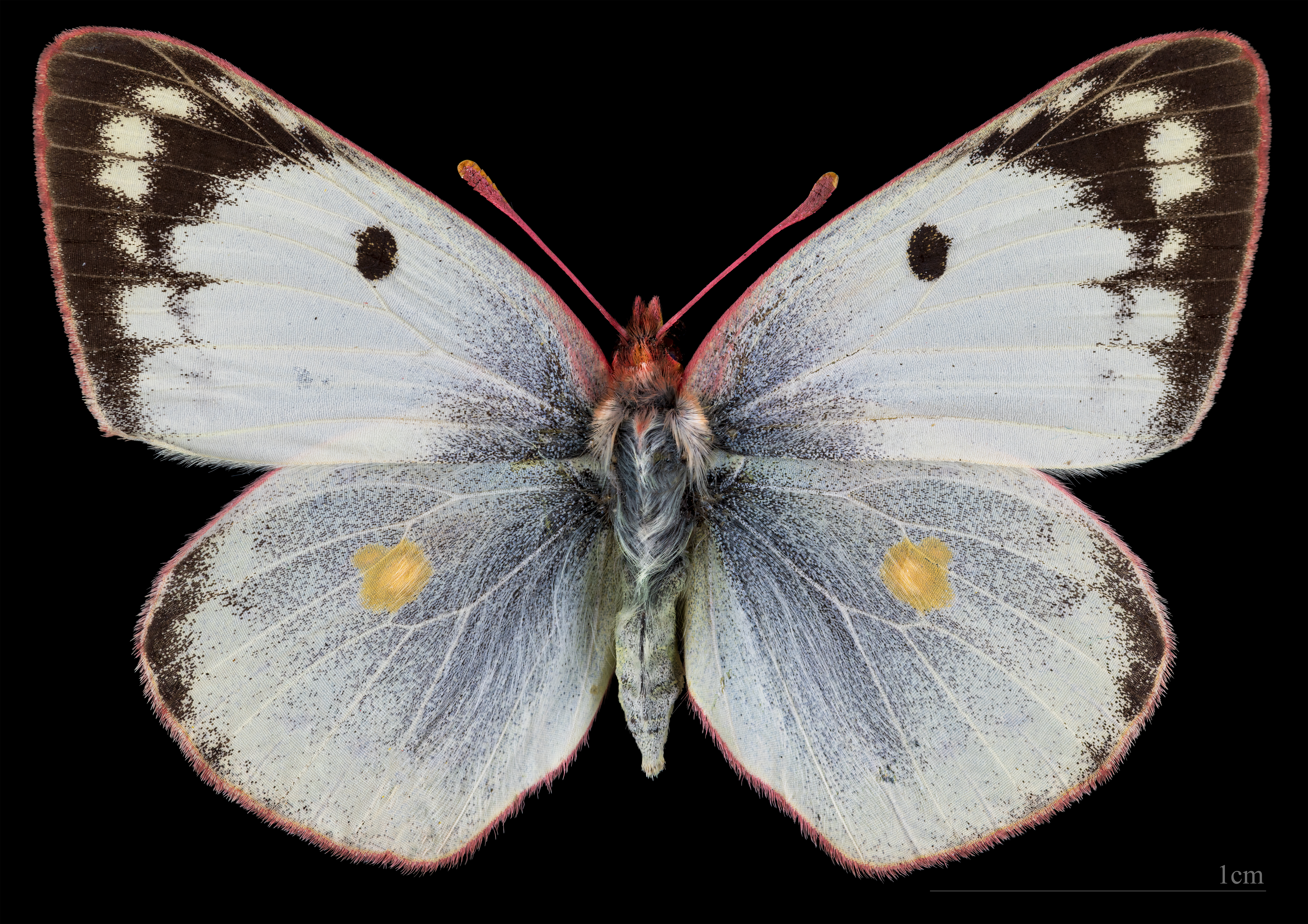
Colias hyale ♀
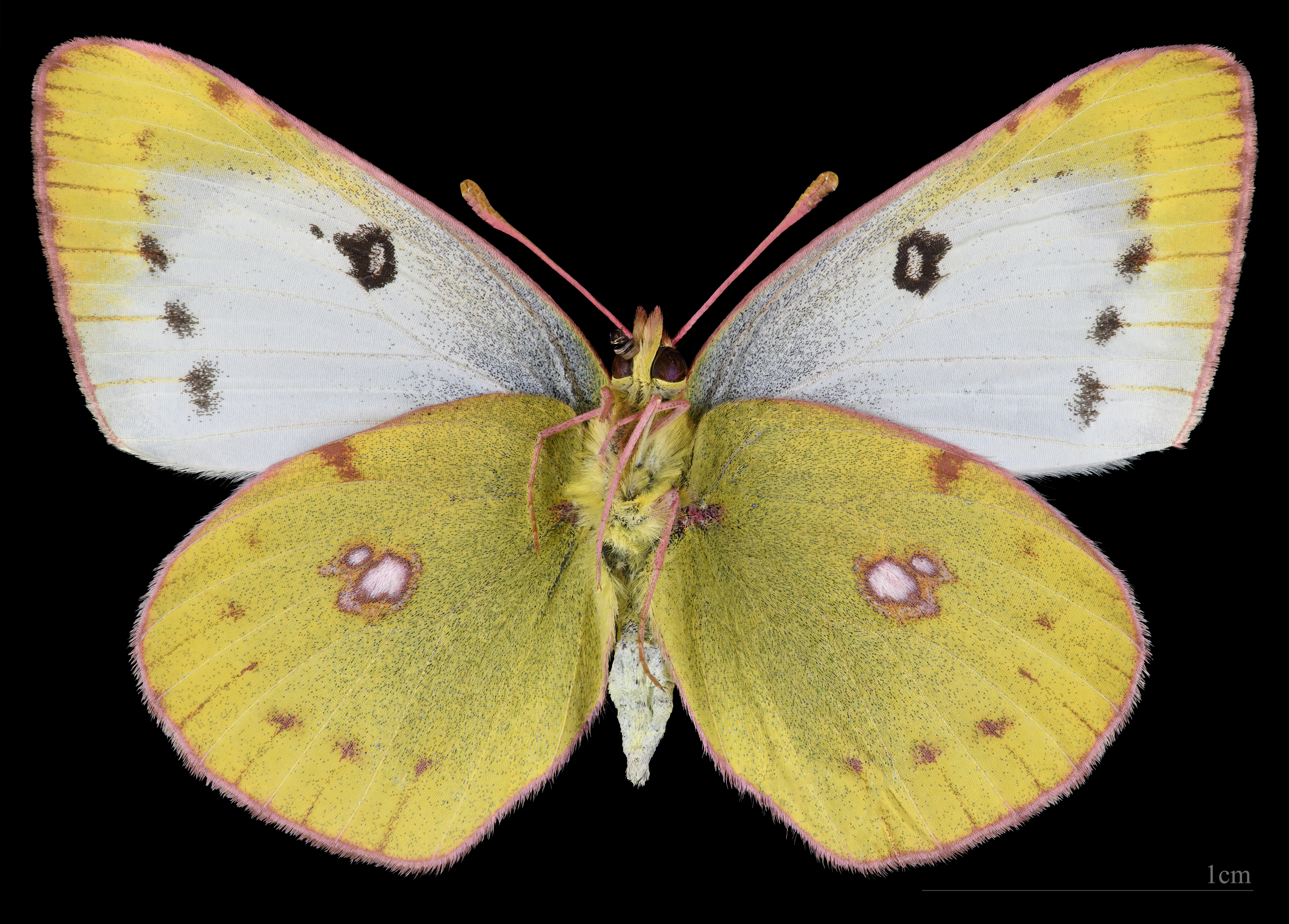
Colias hyale ♀ △

## Biologia i ekologia
Samica składa jaja na wierzchu roślin żywicielskich. Jaja są początkowo białe, z czasem zmieniają kolor na czerwonobrunatny.
Gąsienice zimują w ściółce. Imagines żywią się nektarem. Najchętniej siadają na kwiatach o barwie fioletowej i żółtej takich roślin jak koniczyna łąkowa i lucerna.

## Biotop
Typowe biotopy to łąki, ugory, miedze, tereny ruderalne, przytorza i przydroża.

## Okres lotu
Owady dorosłe można spotkać w maju i czerwcu (pokolenie wiosenne), a następnie lipcu i sierpniu (pokolenie letnie). Niekiedy występują osobniki trzeciego pokolenia we wrześniu i październiku.

## Rośliny żywicielskie gąsienic
Roślinami żywicielskimi gąsienic są: lucerny, komonice, cieciorki, wyki i koniczyny.

## Filatelistyka
Poczta Polska wyemitowała 14 października 1967 r. znaczek pocztowy przedstawiający szlaczkonia siarecznika o nominale 3,40 zł, w serii Motyle. Autorem projektu znaczka był Jerzy Desselberger. Znaczek pozostawał w obiegu do 31 grudnia 1994 r..